# Psihologia copilului

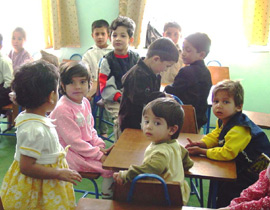
Grădiniță de copii în Afganistan

Psihologia copilului face parte din psihologia dezvoltării copilului de la naștere până la maturitate. După zoologul și filozoful elvețian „Adolf Portmann” (1897-1982) omul din punct de vedere fiziologic este „o naștere prematură”. Omul este singura viețuitoare de pe pământ care după naștere trebuie să învețe o sumedenie de lucruri.
Datorită acestui fapt este complet dependent de mamă și de ceilalți membri ai familiei sau societății. Ultimele cercetări din neurolgie au dovedit capacitatea plastică deosebită de adaptare a creierului tânăr. Prin aceste descoperiri s-a confirmat teoria că după naștere sunt posibilități mult mai mari de corectare a deficiențelor psihologice avute la naștere, decât la adulți.